# Fate/tiger colosseum
Fate/tiger colosseum (Nhật: フェイト/タイガーころしあむ Hepburn: Feito/taigā koroshiamu) là một game đối kháng dựa trên visual novel Fate/stay night, phát hành cho hệ máy PlayStation Portable của Capcom và Cavia hợp tác với Type-Moon. Tất cả các nhân vật đều được kết xuất đồ họa theo một phong cách siêu biến dạng. Phần tiếp theo có tựa đề Fate/tiger colosseum Upper được phát hành vào ngày 28 tháng 8 năm 2008.

## Nhân vật
Các nhân vật chơi được trong game bao gồm Archer, Rin Tōsaka, Shirō Emiya, Sakura Matō, Saber và Taiga Fujimura. Tất cả các nhân vật từ dòng Fate/stay night cũng như các nhân vật chính trong Fate/hollow ataraxia, Bazett Fraga McRemitz và Caren Ortensia đều xuất hiện trong vai trò là nhân vật điều khiển được. Nhân vật thưởng thêm cũng được xem như là một sự bổ sung mới vào danh sách các nhân vật. Nhân vật được tiết lộ có nét giống Saber đang mặc một bộ trang phục sư tử (đại diện cho con vật yêu thích của cô) cầm một miếng thịt. Trong những đoạn trailer mọi lời mà cô nói chỉ là "Gao Gao Gao!" giống với âm thanh phát ra từ một con sư tử.

### tiger colosseum
- Taiga Fujimura
- Saber
- Shirō Emiya
- Archer
- Rin Tōsaka
- Sakura Matō
- Dark Sakura
- Lancer
- Rider
- Caster
- Berserker
- Assassin
- Illyasviel von Einzbern
- Shinji Matō
- Sōichirō Kuzuki
- True Assassin
- Saber Alter
- Gilgamesh
- Kirei Kotomine
- Bazett Fraga Mcremitz (đến từ hollow ataraxia)
- Caren Ortensia (đến từ hollow ataraxia)
- Saber Lion
  - Saber trong trang phục sư tử.

### tiger colosseum Upper
- Kiritsugu Emiya
- Irisviel von Einzbern
- Avenger (đến từ hollow ataraxia)
- Neco-Arc (đến từ Tsukihime)
  - Nhân vật chính thứ hai của tiger colosseum Upper.
- Phantas-Moon
- Ruby-chan/Magical-Amber
- Magical-Caren
  - Caren dưới dạng cô gái phép thuật đầu trùm bao giấy và là nhân vật đối kháng trong tiger colosseum Upper.
- Kaleido-Ruby (đến từ hollow ataraxia)
  - Rin dưới dạng cô gái phép thuật.

## Đón nhận
Fate/tiger colosseum là tựa game thứ tư bán chạy nhất trong tuần lễ ra mắt tại Nhật Bản theo nguồn tin từ Media Create Weekly Ranking, với 54.880 bản được bày bán ngay sau khi phát hành. Sau đó nó tăng lên vị trí thứ 3 với 64.530 bản được bán ra. Game nhận được số điểm 70/70/70/60 từ Dengeki và 25/40 (7/6/6/6) từ Famitsu.